# Francesco La Grassa
Francesco La Grassa (Trapani, 20 novembre 1876 – Roma, 20 dicembre 1952) è stato un architetto e ingegnere italiano esponente del modernismo e del Liberty.

## Biografia
Nasce a Trapani il 20 novembre 1876 da Pietro La Grassa e Giuseppina Patti. Il padre è figlio del geniale costruttore di organi Francesco la Grassa, la madre è una patriota, scrittrice di romanzi storici. Avviato agli studi tecnoartistici dalla madre, nel 1903 pubblica sul periodico “L'Arte”, diretto da Lionello Venturi, il saggio Opere dei Della Robbia in Sicilia, dedicato a Gioacchino Di Marzo e Ernesto Basile. Nel luglio del 1905 si laurea in Ingegneria civile presso la Regia Università degli Studi, Scuola di Applicazione per Ingegneri e Architetti di Palermo, due mesi dopo si diploma in architettura presso il Regio Istituto di Belle Arti di Palermo. Allievo prediletto di Ernesto Basile, ne frequenta il clan stringendo sodalizi con i progettisti Saverio Fragapane e Francesco Fichera, i decoratori Salvatore Gregorietti e Pietro Bevilacqua e lo scultore Ettore Ximenes per il quale realizzerà dal 1910 le parti architettoniche dei suoi monumenti.
Nel 1906 vince un concorso per ingegneri al comune di Roma e si trasferisce nella Capitale. Negli uffici tecnici lavora con l'ingegnere Mario Moretti al progetto di unione del Pincio con Villa Borghese, per l'esposizione internazionale del 1911 e alla costruzione di scuole. 

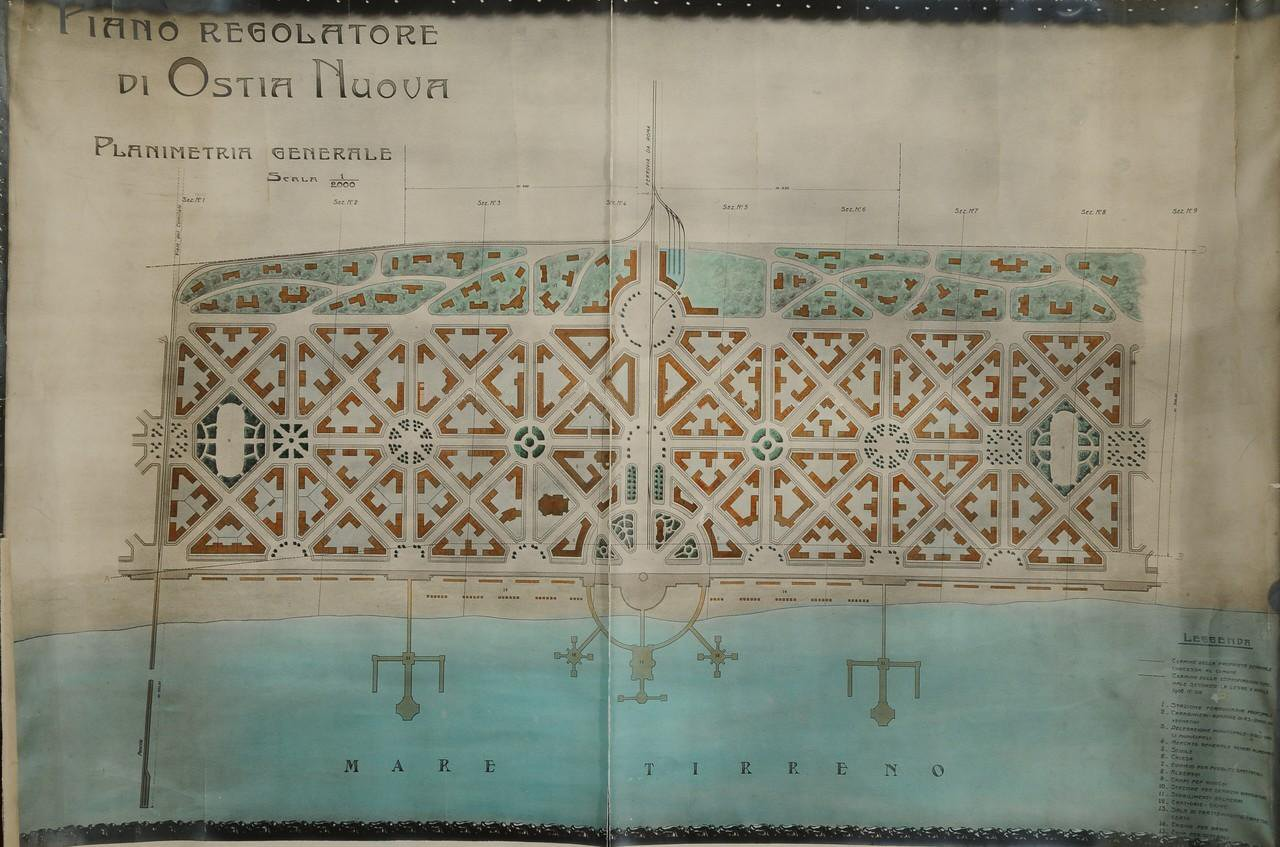
Francesco La Grassa, Piano regolatore di Ostia Nuova, planimetria

Con l'ingegnere Emilio Saffi progetta poi una delle più grandi infrastrutture di quegli anni nella Capitale, il complesso dei Mercati generali, dimostrando capacità non comuni nell'uso del cemento armato. 
Tra il 1908 e il 1913 vince il concorso internazionale per il monumento di Alessandro II di Russia e partecipa alla realizzazione del monumento a Zanardelli a Brescia e a Ciceruacchio a Roma ed è incaricato del piano di Ostia Nuova.
Nel 1910 sposa Maria Luisa Simoni, figlia del celebre pittore Gustavo Simoni, per il quale progetta l'ampliamento restyling del suo casale in villino, una delle rare testimonianze di Arte Nuova nella Capitale. Frequenta l'Associazione fra i Cultori di architettura fino al 1915, legandosi in particolare alle figure di Gustavo Giovannoni, Marcello Piacentini e Vincenzo Fasolo.

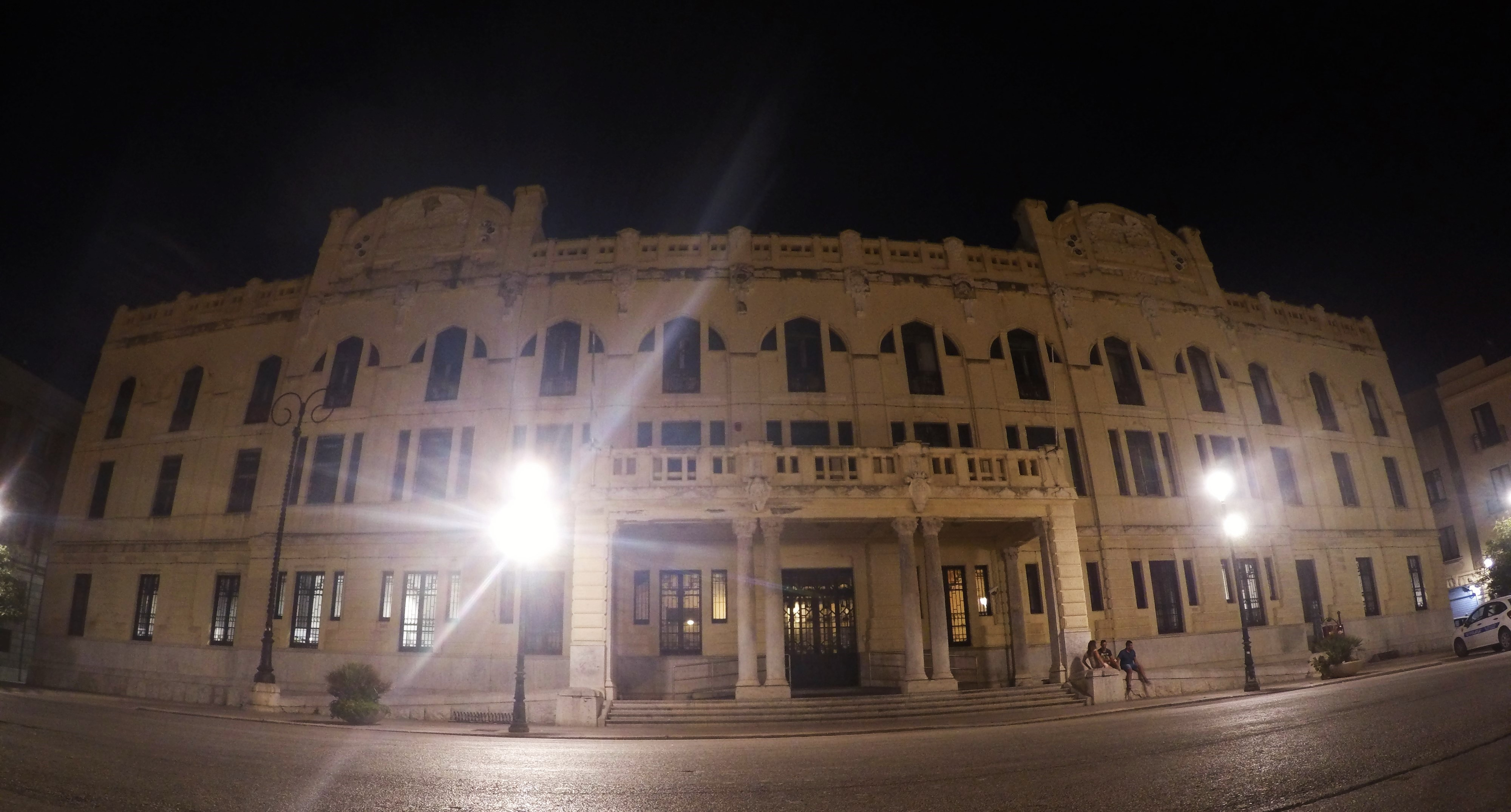
Il palazzo delle Poste a Trapani

Nel frattempo compie frequenti incursioni a Trapani, dove è considerato il progettista più originale ed evoluto ricevendo numerosi incarichi. Qui è impegnato in molti progetti di opere pubbliche, fra i quali l'interessante piano di avanzamento dei fabbricati in viale Regina Elena. Progetta esercizi commerciali e per lo spettacolo, come il raffinato Chalet Fiorino (oggi Casina delle Palme). Per il ceto nobiliare realizza numerose case, ville, palazzi e cappelle cimiteriali, con le particolari scale alla trapanese.
Dopo la nomina a Cavaliere dell'Ordine della Corona d'Italia, nel 1923 lascia il proprio impiego presso il Comune di Roma e si concentra sulla libera professione. Dal 1921 al 1927 è impegnato nella progettazione - costruzione del palazzo delle Poste di Trapani, l'opera forse più importante della sua carriera di architetto, nella quale riesce ad applicare con originalità e coerenza le sue teorie simboliste, per il quale ottiene un premio alla Mostra internazionale di architettura di Torino (1926).
Partecipa alla prima "Mostra di Architettura Siciliana" (Palermo, 1927) in un momento di entusiasmo per i razionalisti e disapprovazione degli epigoni basiliani. All'inizio degli anni trenta è molto attivo anche in Sicilia orientale. Primo classificato al concorso nazionale per il piano di ampliamento e risanamento di Ragusa (1929), individua carattere e forma della nuova prefettura gettando le basi per uno dei laboratori architettonici più interessanti in Sicilia fra le due guerre. Curando personalmente il rilievo topografico del territorio, dopo il 1930 redige il piano regolatore di Noto e fonda sulla costa, su incarico del podestà Corrado Sallicano, Noto Marina, con il suo edificio più emblematico e di successo popolare, il caffè-ristorante Miramare e i relativi stabilimenti balneari. Nel centro storico di Noto, crisi economica, veti della soprintendenza e venti di guerra fanno definitivamente naufragare il suo piano regolatore, mentre trasforma due opere di Vincenzo Sinatra, il convento di San Domenico in scuola superiore e la ristrutturazione di alcune parti di palazzo Ducezio a Noto.
Nel 1936 è nominato commendatore della corona d'Italia. 
Nel secondo dopoguerra, dopo anni di studio, brevetta un nuovo sistema di rappresentazione prospettica con lo scopo di evitare le aberrazioni e restituire fedelmente, attraverso disegno e fotografia, realtà progettate o costruite. La nuova teoria matematica ottiene riconoscimenti internazionali e prende il nome di "prospettottica". Muore a Roma il 20 dicembre 1952.

## Opere principali
- casa La Barbera, Trapani, 1904
- casa Ferrante, Trapani, 1908
- villino Simoni, Roma, 1909
- villa Laura d'Alì, Trapani

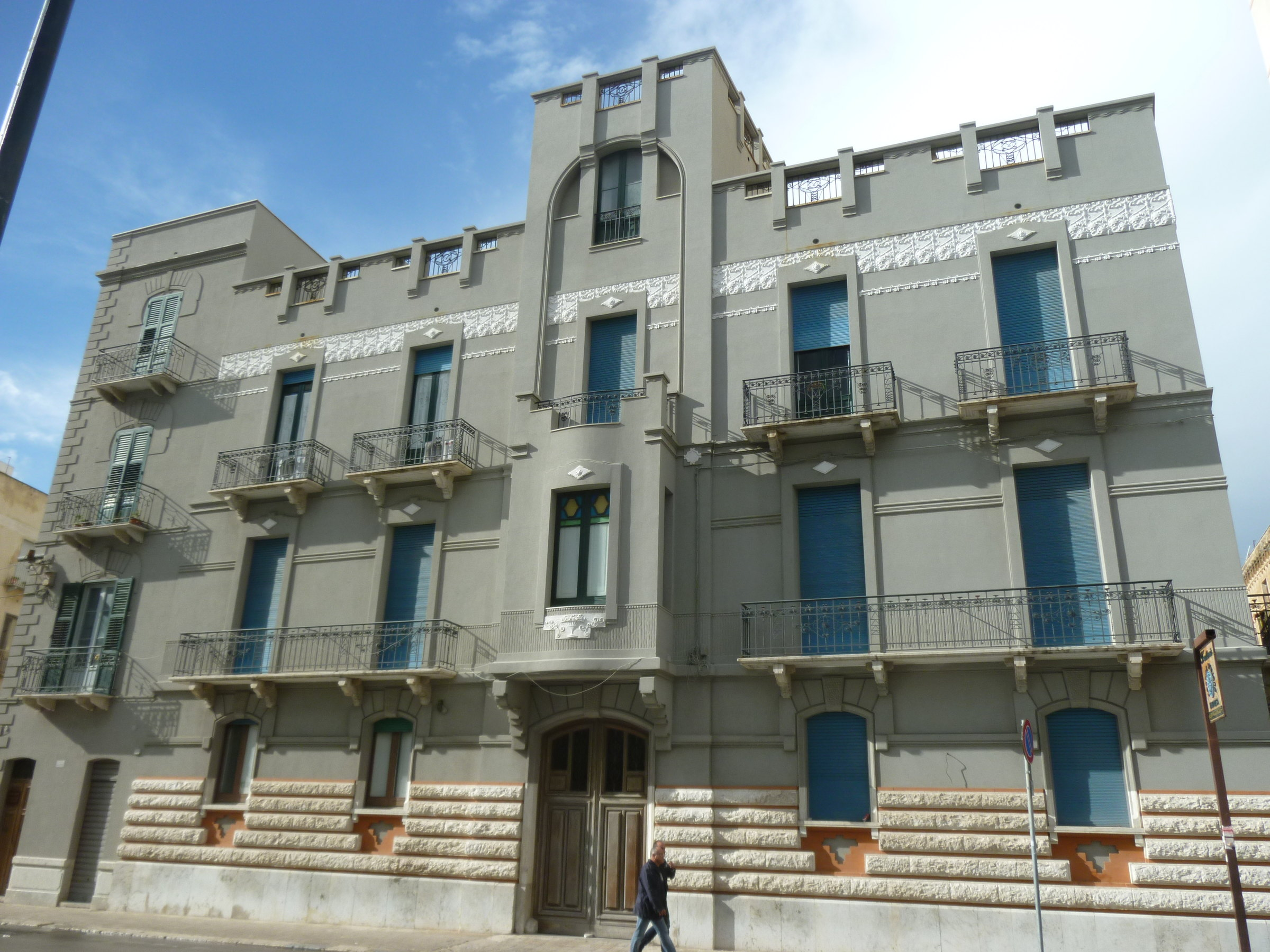
Palazzo Montalto a Trapani

- piano regolatore di Ostia Nuova, 1911
- villini Borgese e Mucchi, Roma (con ing. E. Mammana), 1911
- mercati Generali, Roma (con ing. E. Saffi), 1908-1916
- villino Cirincione, Roma
- villa Migliore, Roma
- villino Barresi (oggi villino Platamone), Casa Santa (Erice)
- villino Ricevuto, Casa Santa (Erice) 1907-1919
- cappella Lo Nero, Trapani, cimitero comunale
- chalet Fiorino (oggi Casina delle palme), Trapani, 1920
- Monumento ai caduti di Morre di Baschi (TR), 1920
- piano di avanzamento dei fabbricati su viale Regina Elena, Trapani, 1921
- chiesa del S.Cuore di Gesù e edifici annessi, Trapani, 1921-23
- palazzo Triolo, Trapani
- villino Cirincione, Roma
- palazzo Montalto, Trapani (1927)
- edificio per abitazioni in via Treviso, Roma, 1925
- cappella mortuaria di Ettore Ximenes, Roma, cimitero monumentale del Verano,1926
- palazzo delle Poste, Trapani, 1926
- palazzo delle Poste di Napoli (concorso, non realizzato),1929
- piano regolatore di ampliamento e risanamento della città di Ragusa, 1929
- piano regolatore e di risanamento di Noto, 1930-34
- ristrutturazione interna di Palazzo Ducezio, Noto, 1930-1952
- casa del fascio di Siracusa (concorso, non realizzato), 1934
- caffè ristorante Miramare, Noto marina, 1934
- albergo Eloro (incompleto), Noto marina, 1934
- fabbricato viaggiatori stazione ferroviaria di Venezia (concorso), 1935
- piano regolatore di Savona (concorso), 1935
- trasformazione del convento di San Domenico in scuola superiore, Noto, 1938
- piano regolatore di Savona (concorso), 1939
- villino Luigi Maciocia, Civita d'Antino, 1935-40
- teoria della Prospettottica, 1945-1952